# مادة نيوتنية
في علم المواد، تعد المادة نيوتنية (بالإنجليزية: Newtonian)‏ إذا ما كانت العلاقة فيها بين الإجهاد والانفعال علاقةً خطية.